# Cingle Polit
El Cingle Polit és un jaciment arqueològic d'època epipaleolítica, situat a uns 300 metres al sud-oest del municipi de la Pobla de Cérvoles, (Les Garrigues), inclòs a l'Inventari del Patrimoni Arqueològic i Paleontològic de Catalunya.

## Presentació general
El jaciment s'ha interpretat com un espai de producció i explotació de sílex, vinculat a contextos de l'Epipaleolític (-9000 / -5000). Actualment es troba en una situació de precarietat degut l'activitat agrícola a la zona.

## Situació geogràfica i geològica
És en un cingle de materials l'oligocènics que culmina en un tossal de forma allargada que presenta unes dimensions de 50 m de longitud per uns 6 m d'altura. Al peu del cingle hi ha bancals d'ametllers i d'oliveres. El cingle és en un terreny erm d'explotació agropecuària.

## Descobriment i historiografia del jaciment
L'historiador i metge català Salvador Vilaseca i Anguera va realitzar prospeccions superficials al jaciment a mitjans del segle xx. Fa uns anys es van portar a terme tasques de prospecció superficial al jaciment. Els materials arqueològics recuperats al peu del cingle i entre als bancals cultivats consisteixen en conjunt lític format per làmines (algunes de talla microlaminar), nuclis troncopiramidals o prismàtics, rascadors, raspadors, un instrument en forma de T i algunes peces bifacials—un en forma de destral semicircular pedunculada, i l'altre, possiblement una gran punta foliàcia, trencada transversalment. Cal esmentar que entre els raspadors s'hi troba un exemplar triangular, pròxim al tipus “flabeliforme”, i un altre denticulat, amb un front gairebé recte i amb les vores torçades.
De l'estudi d'aquest conjunt, s'ha plantejat que el jaciment del Cingle Polit es pot considerar com una extensió de la indústria epipaleolítica del Priorat vers al sud de Lleida.